# Surskoje
Surskoje (russisch Су́рское) ist eine Siedlung städtischen Typs in der Oblast Uljanowsk in Russland mit 6852 Einwohnern (Stand 14. Oktober 2010).

## Geographie

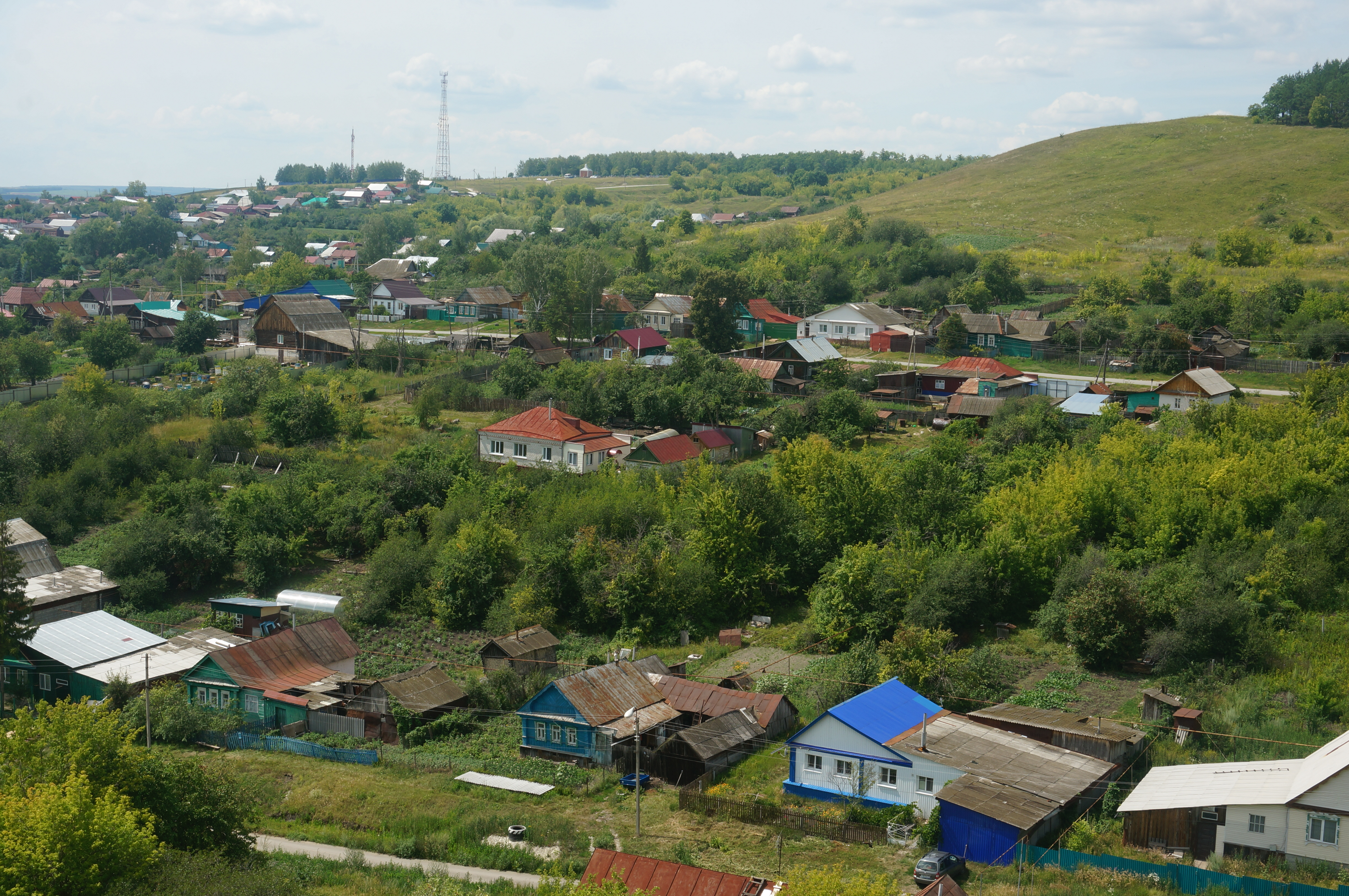
Surskoje

Der Ort liegt etwa 110 km Luftlinie westlich des Oblastverwaltungszentrums Uljanowsk unweit der Grenze zu den Republiken Mordwinien und Tschuwaschien. Er befindet sich  am linken Ufer des Wolga-Nebenflusses Sura, bei der Einmündung der Promsa.
Surskoje ist Verwaltungszentrum des Rajons Surski sowie Sitz der Stadtgemeinde Surskoje gorodskoje posselenije, zu der außerdem die Dörfer Aknejewo (11 km westsüdwestlich), Guljuschewo (11 km südwestlich), Kirsjat (8 km südlich), Poljanki (7 km nordnordöstlich), Studenez (6 km nordwestlich) und Tschernjonowo (4 km südlich) sowie die Siedlung Zentralnaja ussadba sowchosa „Surski“ (7 km südlich, „Zentralniederlassung des Sowchos Surski“) gehören.

## Geschichte
Der Ort wurde 1552 als Befestigung in Vorbereitung des Feldzuges des Zarentums Russland unter Iwan IV. gegen das Khanat Kasan gegründet. Zunächst trug er den Namen Promsa nach dem dort in die Sura mündenden Fluss, später Promsino Gorodischtsche, im beginnenden 20. Jahrhundert verkürzt zu Promsino.
1930 wurde Promsino Verwaltungssitz eines neu geschaffenen, nach dem Fluss Sura benannten Rajons; 1931 erhielt auch der Ort die entsprechende heutige Bezeichnung. Seit 1944 besitzt Surskoje den Status einer Siedlung städtischen Typs.

### Bevölkerungsentwicklung
| Jahr | Einwohner |
| ---- | --------- |
| 1897 | 4373      |
| 1939 | 5978      |
| 1959 | 7484      |
| 1970 | 7427      |
| 1979 | 7455      |
| 1989 | 7716      |
| 2002 | 7389      |
| 2010 | 6852      |

Anmerkung: Volkszählungsdaten

## Verkehr
Südlich an Surskoje vorbei verläuft die föderale Fernstraße R178 von der mordwinischen Hauptstadt Saransk nach Uljanowsk. In zunächst nordwestlicher Richtung zweigt die Regionalstraße 73R-231 zur Grenze der Republik Tschuwaschien ab, dort weiter als 97K-001 vorbei an Alatyr und Schumerlja in die Republikhauptstadt Tscheboksary.
Im gut 40 km entfernten Alatyr befindet sich an der Strecke Rusajewka – Kanasch auch die nächstgelegene Bahnstation.

## Söhne und Töchter des Ortes
- Juri Silantjew (1919–1983), Dirigent und Komponist